# Europa Nostra
Europa Nostra — общеевропейская федерация ассоциаций, созданная с целью популяризации и защиты культурного наследия и природной среды Европы. Федерация состоит из 250 некоммерческих организаций, работающих в 45 европейских государствах.

## История деятельности
Ассоциация основана в 1963 году и имеет штаб-квартиру в Гааге. С 1978 года вручаются награды для поддержания и восстановления объектов культуры в европейских странах. Большинство национальных ассоциаций, главным образом, работают в сфере защиты местного культурного наследия при сотрудничестве с крупными учреждениями, такими как Европейский союз, Совет Европы и ЮНЕСКО.
В 2002 году Европейский союз инициировал программу European Union Prize for Cultural Heritage / Europa Nostra Awards. Целью этой программы является:
- содействие установлению высоких и строгих стандартов в области охраны культурного наследия;
- стимулирование обмена опытом и компетенцией на наднациональном уровне;
- стимулирования организации мероприятий по развитию культурного наследия.

Награды присуждаются в следующих категориях:
- Категория 1: Сохранение культурного наследия.
- Категория 2: Научные исследования.
- Категория 3: Отдельные персоны или организации.
- Категория 4: Образование, обучение и повышение осведомленности.

В ходе Конгресса европейского наследия, состоявшегося в Амстердаме в июне 2011 г., Europa Nostra и 27 других европейских и международных объединений и организаций, действующих в широкой области культурного наследия, приняли решение о создании Альянса европейского наследия 3.3.